# Gangu
Gangu (chinesisch 甘谷县, Pinyin Gāngǔ Xiàn) ist ein Kreis im Südosten der chinesischen Provinz Gansu. Er gehört zum Verwaltungsgebiet der bezirksfreien Stadt Tianshui. Die Fläche beträgt 1.572 Quadratkilometer und die Einwohnerzahl 574.500 (Stand: Ende 2018).